# Taťána Kocembová
Taťána Kocembová (Checoslovaquia, 2 de mayo de 1962) fue una atleta checoslovaca, especializada en la prueba de 4x400 m en la que llegó a ser subcampeona mundial en 1983.

## Carrera deportiva
En el Mundial de Helsinki 1983 ganó la medalla de plata en los relevos 4x400 metros, con un tiempo de 3:20.32 segundos, tras Alemania del Este y por delante de la Unión Soviética, siendo sus compañeras de equipo: Milena Matějkovičová, Zuzana Moravčíková y Jarmila Kratochvílová.